# Амбергер, Ар Джей
Ричард Аллен «Ар Джей» Амбергер Младший (англ. R.J. Umberger; 3 мая 1982, Питтсбург, Пенсильвания) — американский хоккеист, центральный нападающий.
На драфте НХЛ 2001 года был выбран в 1 раунде под общим 16 номером командой «Нью-Йорк Рейнджерс». 9 марта 2004 года обменян в «Ванкувер Кэнакс». 16 июня 2004 года как свободный агент подписал контракт с «Филадельфией Флайерз». Играл за «Флайерз» и их фарм-клуб «Филадельфия Фантомс», обладатель Кубка Колдера 2005 года в составе «Фантомс». 20 июня 2008 года обменян в «Коламбус Блю Джекетс».
23 июня 2014 года «Коламбус» обменял Амбергера и выбор в четвёртом раунде драфта 2015 года в «Филадельфию» на нападающего Скотта Хартнелла. Летом 2016 года «Флайерз» выкупили последний год контракта игрока. Летом 2017 года, пропустив сезон, был приглашен в тренировочный лагерь «Даллас Старз», но клуб не стал подписывать контракт с Ричардом.
Участник юниорского чемпионата мира (до 18 лет) 2000, 2001, молодёжного чемпионата мира (до 20 лет) 2001, 2002, чемпионата мира 2006.